# Чудеса в Решетове
«Чудеса в Решетове» — российский фильм режиссёра Михаила Левитина.

## Сюжет
Небольшая компания сказочных героев вынуждена скитаться по всему белому свету. Долго оставаться на одном месте им не удаётся: люди начинают с  большим подозрением относиться к нестареющей Василисе Прекрасной, хитрому говорящему коту Тимофею Ивановичу, юной русалке Инке и Бабушке Ядвиге.
В провинциальном городке Решетове после поселения этой необычной семьи здесь начинают случаться невероятные чудеса: в колодце появляется живая вода, а выпившие её больные полностью выздоравливают, на уроке химии вызванная к доске Инка рассказывает рецепт изготовления заменителя философского камня, превращающего всё в чистое золото (предприимчивый парнишка тут же начинает производить золото из навоза), в небе иногда по ночам пролетает бабушка Ядвига верхом на стиральной машине…
Местная мафия пытается наехать на парнишку с золотом и на владелицу колодца с живой водой, но Василиса Прекрасная призывает на помощь трёх богатырей. А вот её саму похищает художественный руководитель цирка Константин Бессмертных — Кащей Бессмертный. Кто же освободит из плена Василису?!

## В ролях
| Актёр                | Роль                                                                                    |
| -------------------- | --------------------------------------------------------------------------------------- |
| Алексей Панин        | участковый Пётр                                                                         |
| Алексей Макаров      | Иван                                                                                    |
| Мария Глазкова       | Василиса Мелентьевна Берендеева (Василиса Прекрасная)                                   |
| Татьяна Арнтгольц    | русалка Инка                                                                            |
| Ольга Тумайкина      | Зина Белкина                                                                            |
| Нодар Мгалоблишвили  | директор цирка Константин Бессмертных (озвучивание — Борис Химичев) (Кащей Бессмертный) |
| Владимир Долинский   | администратор цирка Шпрех, приёмный сын Кащея                                           |
| Сергей Данилевич     | Феофан                                                                                  |
| Анна Бычкова         | Верка                                                                                   |
| Ёла Санько           | бабушка Ядвига (Баба Яга)                                                               |
| Мигель Арефьев       | Витёк                                                                                   |
| Александр Робак      | учитель физкультуры                                                                     |
| Анастасия Шиладжян   | Алина Болотная                                                                          |
| Вячеслав Шалевич     | кот Тимофей Иванович (озвучивание)                                                      |
| Иван Моховиков       | механик                                                                                 |
| Евгений Кочетков     | Павлик                                                                                  |
| Михаил Беленький     | Валерик                                                                                 |
| Александр Ревенко    | «Кабан»                                                                                 |
| Александр Числов     | «Прыщ»                                                                                  |
| Ольга Старченкова    | «Красавица»                                                                             |
| Екатерина Лапина     | учительница химии                                                                       |
| Иван Гордиенко       | Иван Грозный                                                                            |
| Константин Кеда      | царевич Иван                                                                            |
| Валентин Вертелецкий | Иван Мичурин                                                                            |
| Ольга Прохватыло     | тётка с огурцами                                                                        |

## Реакция
Кинокритик Марина Латышева, делая в 2017 году обзор киносказок постсоветского периода, отметила сильный актёрский состав, но несколько невнятный сюжет, смешивающий реалии криминальной комедии и фильма-сказки, а также спецэффекты «на уровне кооперативного кино».

## Призы
- Победитель в номинации: «Лучший фильм для детей», приз «Самая волшебная комедия», а также спецприз актёру Алексею Панину на кинофестивале «Улыбнись, Россия!» в Великом Новгороде.